# Bitwa pod Hafrsfjord
Bitwa pod Hafrsfjord – starcie pomiędzy koalicją czterech królestw a Haraldem I Pięknowłosym, które miało miejsce w 872 roku. Po bitwie uznano Haralda Pięknowłosego za pierwszego króla, Norwegia zaś została okrzyknięta królestwem.

## Przebieg bitwy
Według przekazu Snorriego Sturlasona flota koalicji czterech królestw: Agderu, Rogalandu, Telemarku i Hordolandu miała zebrać swoje statki oraz broń, żeby postawić się przeciw Haraldowi. Ten zaś dowiedziawszy się o tym, przygotował swoje okręty i ruszył na południe. Takim sposobem armie stanęły naprzeciw siebie w Hafrsfjord. Islandczyk mówi, iż bitwa była ciężka, jednakże po zwycięstwie w niej, Harald nie spotkał już żadnego oporu w Norwegii.

## Znaczenie bitwy
Wynik bitwy miał istotny wpływ na ówczesne warunki polityczne, ponieważ w jej wyniku Norwegia wyszła z rozdrobnienia. Zaznaczyć jednak należy, że zjednoczenie dotyczyło południowo-zachodniej części współczesnej Norwegii.

## Uczestnicy bitwy pod Hafrsfjord
Snorii Sturlason w swojej sadze po stronie przeciwników przyszłego króla Norwegii wymienia poszczególne nazwiska, brak jednak wiedzy, czy posiadał on jakiekolwiek źródła: 
- Eryk z Hordolandu, król Hordolandu,
- Kjotve Bogaty, król Adgeru,
- Haklang, syn Kjotvego,
- Sulke, król Rogalandu.